# El Felius
El Felius és una masia de Gurb (Osona) catalogada a l'Inventari del Patrimoni Arquitectònic de Catalunya.

## Masia
Antic mas del terme de Gurb, registrat als fogatges de 1553 amb Joan Falius, habitant del mas, la família del qual degué sobreviure a la crisi demogràfica produïda per la pesta negra.
Aquest mas, com denota la seva estructura, fou reformat als segles XVII, XVIII i XX. Masia de planta rectangular, coberta a dues vessants i amb la façana orientada a migdia, paral·lela al carener. Al damunt del portal s'obren galeries d'arc de mig punt al primer pis i rectangulars al segon. A la part dreta d'aquest cos s'adossa una torre coberta a quatre vessants i de quatre pisos. Està decorada amb arquets cecs sobreposats.
Hi ha un mur amb merlets i torrelles als angles que tanca la lliça, a la que s'accedeix mitjançant un portal rectangular. A la part de tramuntana hi ha una torreta de planta circular. Adossada al mas hi ha una petita capella. A la part esquerra del mas i adossat a ell hi ha una cabanya de grans dimensions.
Està construïda amb pedra arrebossada, i alguns sectors són de tàpia.

## Capella de Sant Pau del Felius
Construïda l'any 1862, substituint una d'anterior situada a pocs metres del mas i avui enrunada és una petita capella de nau única. Adossada pel mur de ponent al mas i pel de tramuntana a la torre. La façana és orientada a migdia i té un portal d'arc deprimit. Al damunt hi ha un òcul i el capcer, triangular, està coronat per un campanaret d'espadanya que conserva la campana. S'accedeix al portal mitjançant tres graons. A la part esquerra de la façana li fa d'espona una torrella de defensa. A la part superior de la nau hi ha unes finestres que donen claror al temple. L'estat de conservació és força bo. Els materials constructius són la pedra arrebossada i està decorat amb estuc.